# دراسات الشباب
دراسات الشباب هو مجال أكاديمي متداخل التخصصات يركز على دراسة تنمية وتاريخ وثقافة وعلم نفس وسياسة الشباب. ولا يدرس هذا المجال ثقافات معينة فقط للشباب، بل يدرس أيضًا علاقاتهم وأدوارهم ومسئولياتهم عبر مجتمعات أوسع يشغلونها. ويضم هذا المجال علماء في التعليم والأدب والتاريخ والسياسة والعقيدة وعلم الاجتماع والعديد من التخصصات الأخرى في إطار العلوم الإنسانية والاجتماعية.

## موضوعات في دراسات الشباب
- صوت الشباب
- تنمية الشباب
- تاريخ الشباب (تصنيف)
- ثقافة الشباب
- علم النفس
- سياسات الشباب
- جغرافيا الأطفال
- تمكين الشباب
- حقوق الشباب
- ترابط اجتماعي
- مشاركة الشباب
- التجريم
- خدمة الشباب
- محاكم القصر
- عمل الشباب
- سلطة البالغين
- التمركز حول البالغين
- رهاب الشباب

## علماء في دراسات الشباب
- هنري جيروكس
- مايك أيه ماليز
- مارجريت ميد

## الدوريات العلمية والأكاديمية
- دورية دراسات الشباب (Journal of Youth Studies)[1]
- دراسات الشباب بأستراليا (Youth Studies Australia)
- دراسات الشباب والأطفال المعرضين للخطر (Vulnerable Children and Youth Studies)[2]
- دورية المراهقة المبكرة (Journal of Early Adolescence), ISSN: 1552-5449 (إلكترونية) 0272-4316 (ورقية) [3]

## وصلات خارجية
- Youth Studies Research Guide. RMIT (أستراليا).
- Center for Youth Studies - A religious organization (U.S.).
- Youth Studies at the School of Social Work, University of Minnesota (U.S.).
- Australian Clearinghouse for Youth Studies.
- Children and Youth Studies major. Open College (U.K.).
- Carnegie Young People Initiative. (U.K.)
- CYFERNet: Children, Youth and Families Education and Research Network. (U.S.).
- Department of Child and Youth Studies at Brock University (كندا).
- Children and Youth Studies Caucus, American Studies Association, Georgetown University.
- Youth Studies Certification Program. CUNY. (U.S.)
- Youth Studies Net, City University of Hong Kong.
- Child and Youth Studies Institute Association of African Universities (Senegal).

## قائمة المصادر
- Bassani, C. (2007) "Five Dimensions of Social Capital Theory as They Pertain to Youth Studies." Journal of Youth Studies, 10 (1) February 2007, pages 17 – 34.